# Soldi
A Soldi (magyarul: Pénz) Mahmood olasz énekes dala, melyet Charlie Charlessal és Dario "Dardust" Fainivel közösen jegyez. A dal 2019. február 6-án jelent meg kislemezként, majd három nappal később megnyerte a 69. Sanremói Dalfesztivált és ezzel a jogot Olaszország képviseletére a 2019-es Eurovíziós Dalfesztiválon, Tel-Avivban.

## Háttér

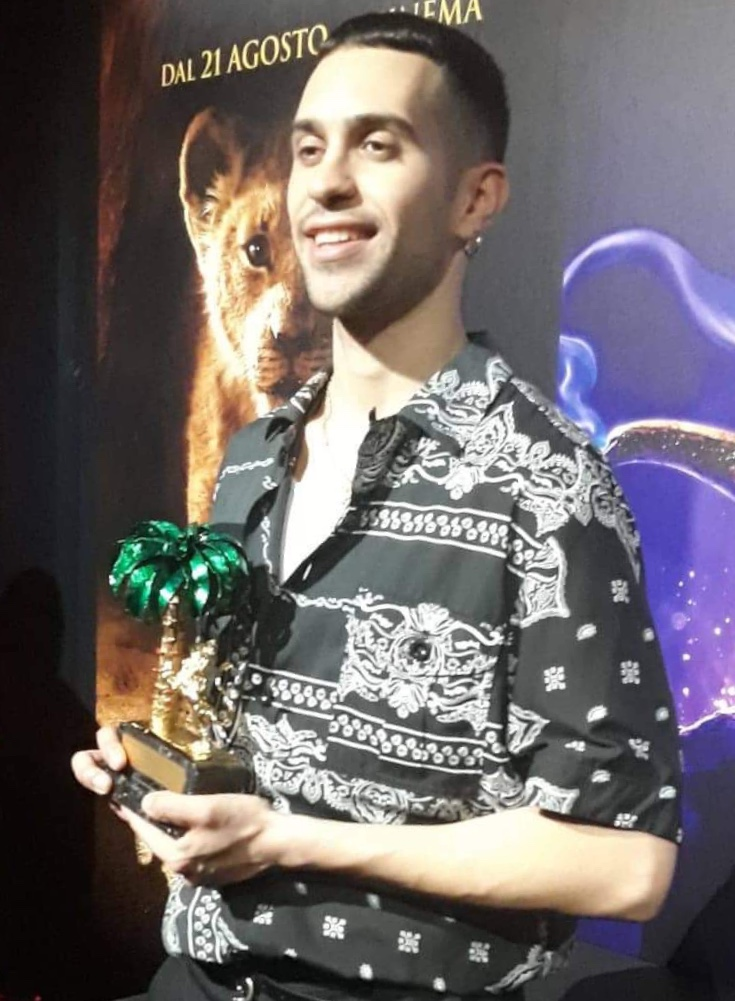
Mahmood az Sanremói dalfesztivál fődíjával, az „Arany Oroszlánnal“

A TV Sorrisi e Canzoni magazinnak adott interjúban az előadó Mahmood elmondta, hogy a dalt a barátaival közös bandázás során írta. Ennek ellenére a dal befejezése hosszú időt vett igénybe. A producerek Dardust és Charlie Charles a dal hangzás világához járultak hozzá, megújítva azt a trap zenéből kölcsönzött kortárs elemekkel. Ezen kívül hiphop elemek keverednek az arab hangzással.
A dalszerkezet nem tartalmaz egy egyértelműen meghatározható refrént. Andrea Rodini olasz producer és zenész szerint, a dal ún. „hook“-ja három különböző elemen alapszik: a „soldi“ (pénz) szó ismételgetésén, a „come va“ (Mi van?) verzén, melyet szintén többször mondogat az előadó, és a tapsolás hangzásán, amit Rodini egy „kubista“ típusú refrénként jellemez.
Erősen érezhető, hogy a Soldi egy életrajzi dal az előadó „nem hétköznapi családjáról“. A szöveg Mahmood kapcsolatát írja le az édesapjával, aki elhagyta a családot, amikor az énekes még gyerek volt. Egy hazug, ellentmondásos és megbízhatatlan apát ábrázol, akinek elsődleges célja a pénzszerzés a családjával való törődés helyett. A pénz ezért az apa-fia kapcsolat megromlásának egyik okozójaként van bemutatva, ami erős eltérést mutat a trap zenék többségétől, amikben a pénz általában az élet végső célját képezi. Mahmood a dalszövegről úgy nyilatkozott, hogy egy „haraggal teli emléket idéz fel benne“. A verzék különböző képeket tárnak fel, amelyeket a előadó gyakran metaforaként használ.
A dal egy arab nyelvű mondatot is tartalmaz („Waladi waladi, habibia ta'aleena“, magyarul: Apám, apám, a kedves Tallinnom). Bár Mahmood egyáltalán nem beszéli a nyelvet, de elmondása szerint emlékszik rá, hogy egyiptomi származású apja hogyan hívta őt, amikor gyermek volt, és úgy döntött, hogy ezt úgy írja bele a dal verzébe, hogy visszahozza őt egy adott pillanatra számára.

## Sanremói Dalfesztivál
Mahmood a dalt először a 69. Sanremói Dalfesztivál első élő adásában adta elő, melyet 2019. február 5-én tartottak. Az este utolsó, huszonnegyedik fellépőjeként éjfél után lépett színpadra. A fesztivál zenekarát a dal egyik szerzője Dario "Dardust" Faini vezényelte. A harmadik élő showban február 7-én a Soldi volt az első produkció. A negyedik este február 8-án Mahmood egy új változatban, Gué Pequeno rapperrel kiegészülve adta elő a szerzeményt. A február 9-én rendezett döntő első fordulójában a dal a televíziónézőknél a hetedik, a szakmai zsűrinél az első, a sajtósokból álló zsűrinél a második helyet szerezte meg. Ennek eredményeként Mahmood bekerült a második fordulóba, ahol már csak a legjobb három versenyző énekelhette el újra a dalát. Az utolsó szavazás során végül a Soldi-t hirdették ki a 2019-es Sanremói dalfesztivál győzteseként. A dal az Ultimo I tuoi particolari és az Il Volo Musica che resta című dalát utasította maga mögé, melyek a második és a harmadik helyen végeztek. Mahmood az Enzo Jannacci-díjat is megkapta a legjobb előadásért.

## Eurovíziós Dalfesztivál

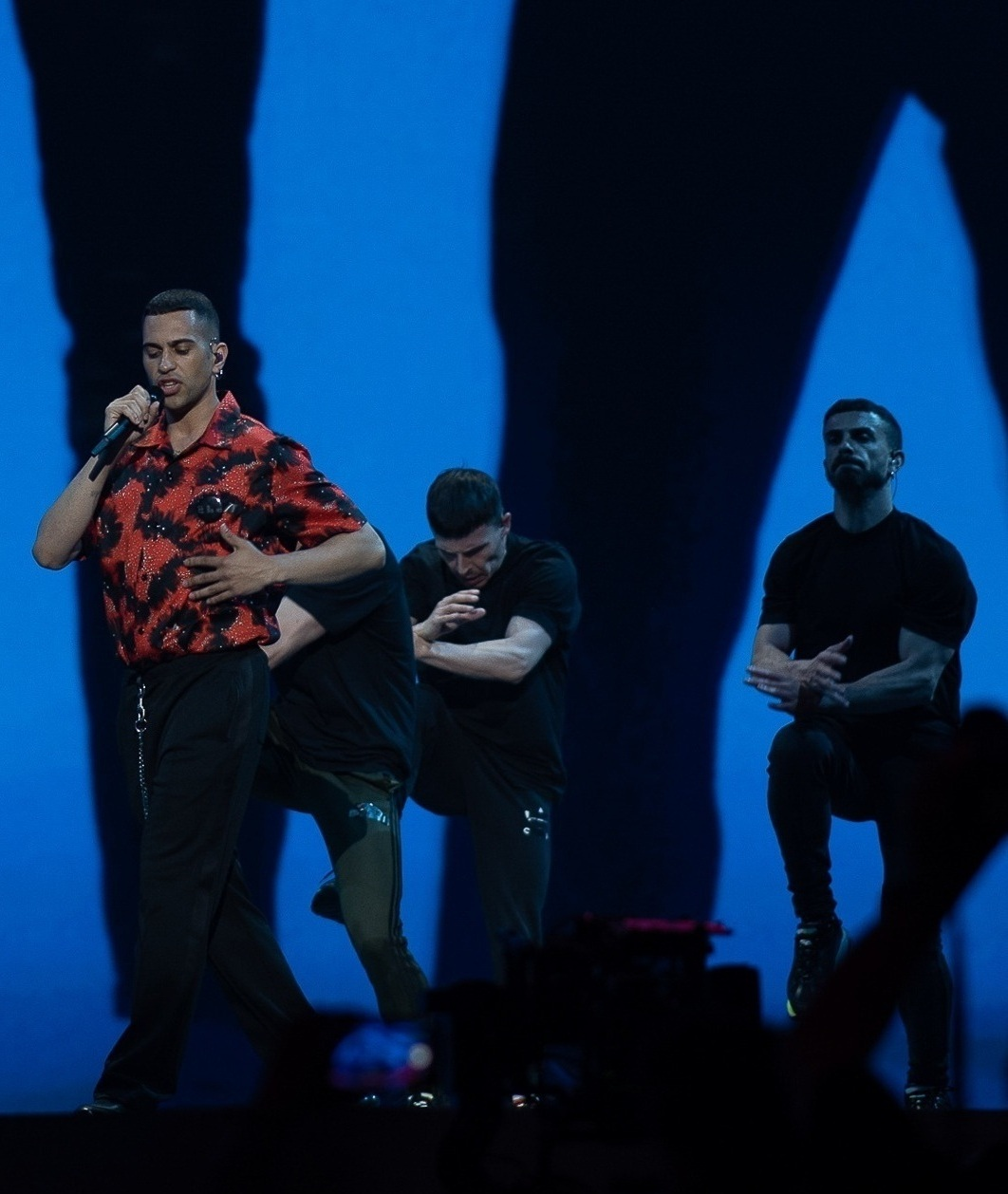
Mahmood és háttértáncosai az Eurovíziós Dalfesztivál döntőjének főpróbáján

A Sanremói dalfesztiválos győzelme után nem sokkal az EBU és a RAI bejelentette, hogy Mahmood elfogadta a felkérést Olaszország képviseletére a 64. Eurovíziós Dalfesztiválon, Tel-Avivban.  Mivel Olaszország tagja az Eurovíziós Dalfesztivál az automatikusan döntős „Öt Nagy“ országának, ezért a dal csak a május 18-i döntőben versenyzett, de először a második elődöntő május 15-én tartott zsűris főpróbáján adták elő közönség előtt. A produkció első próbáját május 10-én, a másodikat 12-én tartották a verseny helyszínén, az Expo Tel-Aviv 2-es Pavilonjában. A dal a döntőben a fellépési sorrendben a huszonkettedikként csendült fel, a francia Bilal Hassani Roi című dala után és a szerb Nevena Božović Kruna című dala előtt. A szavazáson a zsűritől 219 pontot, a nézőktől 253 pontot kapott, így összesítve 472 ponttal a második helyen végzett a huszonhat fős mezőnyben. Hat ország (Belgium, Horvátország, Németország, Málta, Észak-Macedónia és San Marino) zsűrijétől és négy ország (Horvátország, Málta, Spanyolország és Svájc) közönségétől a maximális 12 pontot gyűjtötte be. Emellett elnyerte a zeneszerzői Marcel Bezençon-díjat is.
Bár a dal szövege alapvetően olasz nyelvű, de mivel az egyik sor arabul van, ezért a Soldi a volt harmadik eurovíziós versenydal, mely tartalmazott arab nyelvű részt a 1980-as marokkói és a 2009-es izraeli induló után.

## Videóklip
A dal videóklipje, melyet Attilio Cusani rendezett, 2019 márciusában 50 milliós nézettséget ért el a YouTube-on.

## Slágerlistás helyezések
| Slágerlista (2019)                               | Legjobb helyezés |
| ------------------------------------------------ | ---------------- |
| Ausztria (Ö3 Austria Top 40)                     | 12.              |
| Belgium (Ultratop 50 Flanders)                   | 50.              |
| Belgium (Ultratop 50 Wallonia)                   | 18.              |
| Horvátország (HRT)                               | 38.              |
| Észtország (Eesti Tipp-40)                       | 2.               |
| Europe Digital Songs (Billboard)                 | 8.               |
| Franciaország (Single Top 100)                   | 130.             |
| Németország (Media Control Charts)               | 32.              |
| Görögország (IFPI International Digital Singles) | 1.               |
| Izland (Tonlist)                                 | 6.               |
| Írország (IRMA)                                  | 65.              |
| Izrael (Media Forest)                            | 2.               |
| Olaszország (FIMI)                               | 1.               |
| Luxemburg Digital Song Sales (Billboard)         | 8.               |
| Hollandia (Single Top 100)                       | 16.              |
| Norvégia (VG-lista)                              | 16.              |
| Portugália (AFP)                                 | 73.              |
| Skócia (Scottish Singles Top 40)                 | 57.              |
| Spanyolország (PROMUSICAE)                       | 5.               |
| Svédország (Sverigetopplistan)                   | 8.               |
| Svájc (Schweizer Hitparade)                      | 5.               |
| Egyesült Királyság (UK Singles Chart)            | 73.              |

## Minősítések
| Régió              | Minősítés             | Eladás   |
| ------------------ | --------------------- | -------- |
| Olaszország (FIMI) | 3-szoros platinalemez | 150 000+ |

## Külső hivatkozások
- Dalszöveg (olasz, arab nyelven). MetroLyrics. [2019. február 24-i dátummal az eredetiből archiválva]. (Hozzáférés: 2019. február 23.)
- A dal videóklipje. YouTube-videó, Mahmood, 2019. február 5.
- A dal előadása a Sanremói dalfesztivál döntőjében. YouTube-videó, Rai, 2019. február 9.
- A dal előadása az Eurovíziós Dalfesztivál második elődöntőjének főpróbáján. YouTube-videó, Eurovision Song Contest, 2019. május 16.
- A dal előadása az Eurovíziós Dalfesztivál döntőjében. YouTube-videó, Eurovision Song Contest, 2019. május 18.